# Галечко Софія
Софі́я Гале́чко (Ґалє́чко; 3 травня 1891 — 20 липня 1918) — українська громадська діячка та військова, хорунжа Українських січових стрільців.

## Життєпис
Народилася 3 травня 1891 року в місті Новий Сонч на Лемківщині (Королівства Галичини та Володимирії Австро-Угорщини, нині — місто в Польщі) в родині поштового урядника і приватної викладачки.
Закінчила народну школу в рідному місті. Згодом родина переїхала до Львова. Із 9 років навчалася в польськомовній
дівочій гімназії імені Юліуша Словацького у Львові. З 1910 року — навчалася на філософському факультеті університету міста Грац (Австро-Угорщина). Брала участь в українському молодіжному русі. Під час навчання в університеті очолювала гурток «Рідна школа», була заступницею голови товариства «Січ», заснувала при університеті крамницю з канцелярським приладдям і гуцульськими  виробами. Також очолювала міську громадську організацію «Взаємна поміч», доброчинними послугами якої користувалася українська громада, що проживала в Граці. 
З початком Першої світової війни залишила навчання. У 1914 році стала санітаркою (закінчила курси санітарок, організовані Червоним Хрестом). Працювала у шпиталі Граца — мала зарплатню 270 крон, помешкання і харчування.
2 вересня 1914 року добровільно вступила до Легіону Українських січових стрільців (УСС). Піти на фронт її спонукало бажання рівноправності з чоловіками. Була розвідницею, стрільчинею, четаркою. Командувала четою у 4-й сотні УСС Зенона Носковського. Відзначилася під час боїв на Тернопільщині, зокрема 14 вересня 1915 вмілими діями на чолі чети врятувала від поразки курінь. Нагороджена 10 листопада 1914 року «Медаллю за хоробрість». Того ж року підвищена в званні до підхорунжої. У серпні 1915 року отримала звання хорунжої УСС. Відзначилася у боях в Карпатах (зима 1914-1915) та під час Бою за гору Маківку. Була нагороджена другою срібною «Медаллю за хоробрість».
Військовий кореспондент із галицького фронту Ференц Мольнар у звіті «Дівчата — бойовики у Розстрільній» за 13 серпня 1915 року описував Галечко так:
|  | … Сьогодні мав я довгу розмову з … панною Софією Галечко. 24-літня пані Галечко є студенткою університету; вона блондинка, незвичайно дівоча, з делікатно викроєними чертами лиця, дуже поважна і дуже гарна. Вона одіта у простий, дещо уже надшарпаний польовий стрій, з крісом на ремені, має на ковнірі відзнаки старшого десятника, на грудях медалю хоробрости... Молоде дівча є родовитою львов'янкою, студіювала в Грацу німецьку й слов'янську філологію, а з вибухом війни пішла враз з іншими галицько-українськими добровольцями у війну, «бо не могла залишатися дома, чуючи, що тепер усі мусять виступити»... Під Гусним продерлася вона зі своїм відділом, яким командувала, аж поза лінію російських окопів, щоб простежити й вияснити ситуацію. Під Синевідськом теж провадила вона стежу, за що одержала відзначення. |

Брала активну участь у визвольних змаганнях 1917-1918 років. У 1917–1918 роках служила в запасній частині — Коші Легіону УСС. Повернутися до навчання в університеті не вдалося через проблеми з очима і відсутність засобів для лікування. За іншою версією, Галечко не бачила майбутнього поза фронтом — через хронічне запалення очей вона не могла викладати і працювати, а під час війни втратила важливі документи: університетський диплом та свідоцтво санітарної практики в шпиталях Граца.
20 липня 1918 трагічно загинула — купалась у річці Бистриці, потрапила у вир і втопилася у селі Пасічна(тепер — село Надвірнянського району Івано-Франківської області України). Існує хибна версія, що Софія Галечко покінчила життя самогубством. Зокрема, так вважала військовичка УСС Олена Степанів. 
Похована в селі Пасічна, в урочищі Розтока. Михайло Дем'янчук, який був присутній на похороні, описав його так:
|  | ... побачили ми на досить високому столі тіло Покійної в стрілецькій уніформі. Лице накрите полотенцем, бо Покійна, купаючися зранку, попала — як нам оповідала пані Підвисоцька — у вир, потонула, а рвучка вода несла тіло та оббивала його об каміння так, що обличчя було дуже покалічене... Ми знали відправу панахиди й інші похоронні пісні, тому створили імпровізований малий хор... співав наш хор відповідні похоронні пісні впродовж цілого похоронного походу до церкви, пізніше панахиду в церкві та знову пісні дорогою з церкви на місцевий цвинтар. Крім нашої групи було чимале число місцевих громадян, а також декілька австрійських старшин... Фельдфебель враз з своїми вояками збудував з військового воза караван і на ньому спочила труна. Вояки несли корогви та хрест... По дорозі прилучувалися ... ще місцеві громадяни так, що доходячи до церкви похід був таки доволі численний — звичайно не такий, яким був би цей похід тоді, коли б похорон відбувався в місці постою формації УСС. В церкві пан-отець сказав відповідну проповідь та попрощав Покійну зворушливими словами. Інших промов не було. З церкви рушив похід на близький цвинтар... Після відправи панахиди хор наш відспівав «Вічная пам'ять» та стрілецьку пісню «Видиш, брате мій». Грабарі почали засипати могилу, кожний з нас кинув тричі землю на прощання з дорогою Покійницею, відмовили ще молитви та залишили хорунжу УСС Софію Галєчко на вічний спокій у тих Карпатах, що їх так хоробро Вона недавно боронила. |

## Особисте життя
Батько був українцем, а мати — полькою. Мала молодшого брата — Генрика. 
Під час навчання в університеті покохала студента Андрія Курівця. Кохання було взаємне. Але 1913 року хлопець захворів на туберкульозу і незабаром помер. У 1915 році, разом із Ганною Дмитерко, відвідала в Калуші батьків покійного нареченого.
Під час військової служби переписувалась з батьками й братом, який був тоді на італійському фронті. До батька і брата писала німецькою, до матері — польською. До тіток (сестер батька), які жили у Львові, писала українською.

## Вшанування пам'яті
- Звитяга Софії Галечко оспівується у стрілецькій пісні «В дев'ятсот штирнастім році»:

| (Фрагмент) В дев'ятсот штирнастім році, як жнива зачались, Дві студентки українські до стрільців вступали. Степанівна і Галєчко взяли розмишляти, Пішли они для українців слави добувати... А як наші товаришки вступили у бої, Заслужили за відважність срібнії медалі. І так наші товаришки завше воювали, Що в найгірші офензиві команду тримали. | По тім много зголосилось товаришок різних, Степанівна і Галєчко — вже ранги хорунжих. Понад наші товаришки ревіли гармати — Степанівна і Галєчко вміли воювати... А Галєчко — товаришка сама ся зістала, А на місце Степанівни Дмитерківна стала. Десятниця Михайлинин і Ґандзя Дмитерко Вже ходили на патролю, як ся тілько смеркло... |

- У 1924 році Микола Угрин-Безгрішний написав п'єсу «Софія Галечко».
- 4 листопада 1990 року на могилі Софії Галечко встановили пам'ятник: у кам'яній брилі вміщено бронзовий барельєф із зображенням Галечко у військовій формі, зверху хрест, а знизу напис: «Хорунжа УСС Софія Галечко 1891—1918. За Україну, за її волю, за честь, за славу, за народ».
- У 1993 році (згідно з розпорядженням Представника Президента України від 9 грудня 1993 року №446) могилу Софії Галечко внесли до реєстру місць пам'яті Української революції[14].
- 17 грудня 2013 року в Івано-Франківському міському центрі патріотичного виховання імені Степана Бандери була представлена вистава «Софія Галечко» драматичним гуртком «МІФІЯ», за мотива п'єси Миколи Угрин-Безгрішного «Софія Галечко»[15].
- У місті Надвірна щорічно проходить обласний фестиваль повстанської і стрілецької пісні імені Софії Галечко[16].
- В Івано-Франківську є вулиця Софії Галечко.
- З 2022 року вулиця Софії Галечко є у Києві[17].